# Trochoidea picardi
Trochoidea picardi foi uma espécie de gastrópodes da família Hygromiidae.
Foi endémica da Israel.